# Bellheim
Bellheim là một xã thuộc huyện Germersheim trong bang Rheinland-Pfalz. Bellheim tọa lạc về phía tây sông Rhine, cự ly khoảng 13 km về phía đông của Landau và 15 km về phía tây nam thành phố Karlsruhe.
Bellheim là thủ phủ của Verbandsgemeinde ("xã tập thể") Bellheim.